# BMW R 100 RS
La R 100 RS est un modèle de motocyclette du constructeur bavarois BMW.
La première version est annoncée pour 70 ch DIN à 7 250 tr/min pour 7,7 mkg à 5 500 tr/min. Elle est équipée d'étriers de freins avant de marque ATE, d'un frein arrière à tambour de 200 mm pour les tout  premiers modèles. Dès 1978, le frein arrière est à disque, de marque Brembo.
La seconde version quant à elle se voit équipée d'étriers de freins avant et arrière de la marque Brembo. Les roues sont en alliage, l'allumage est électronique. La cartouche de filtre à air est carrée et située dans un boîtier en plastique noir. Elle est toujours équipée d'une suspension arrière à deux combinés. Elle est produite à 33 648 exemplaires de 1976 à 1984.
De 1986 à 1992, il se vend 6 081 exemplaires de sa remplaçante, équipée d'une suspension arrière Monolever. La puissance est ramenée à 60 ch à 6 500 tr/min et 7,5 mkg à 3 500 tr/min